# سهل بن بشر
'ابوعثمان سهل بن حبیب بن هانی' (هایا یهودی) (۷۸۶–۸۴۵م) ستاره‌شناس ایرانی اهل تبرستان که عضو دارالحکمه و مترجم نهضت ترجمه و پدر ابن ربی طبری است. هرمان دالماسیایی یکی از رساله‌های او را در ۱۱۳۸ میلادی به لاتین ترجمه کرد.
گفته شده وی اولین مترجم المجسطی بطلمیوس به عربی بوده است.

## آثار
1. مقدمه ای بر علم طالع بینی نجومی (ترجمه شده توسط: جیمز هرشل هولدن)
2. احکام فی النجوم
3. کتاب الاختیارات علی البیوت الاثنی عشر
4. المسائل النجومیه